# Walt Kelly
Walter Crowford Kelly jr. conosciuto come Walt Kelly (Filadelfia, 25 agosto 1913 – Hollywood, 18 ottobre 1973) è stato un fumettista e animatore statunitense.
La sua opera più famosa è la striscia a fumetti Pogo che, dagli anni quaranta, è stata pubblicata giornalmente su centinaia di giornali negli Stati Uniti d'America diventando un classico e un'opera che, mescolando satira sociale, nonsense e poesia, ha dato un contributo fondamentale all'arte dei fumetti americani.

## Biografia e carriera

### Gli inizi
Nasce a Filadelfia, in Pennsylvania il 25 agosto 1913; all'età di due anni segue la famiglia a Bridgeport nel Connecticut. La sua grande passione per il disegno e il giornalismo gli consente, appena tredicenne, di essere assunto come vignettista e reporter presso il quotidiano locale, il Bridgeport Post.
Durante la Grande depressione realizza alcune brevi storie a fumetti per due case editrici di New York, la National Comics e la Comics Magazine; la prima, intitolata Gulliver's Travels (I viaggi di Gulliver), esordice nel dicembre 1935 su New Comics, quando è già a Hollywood, in California, a fare l'apprendistato da animatore negli studi Disney. Quando viene assunto, il 6 gennaio 1936, inizia però a lavorare come sceneggiatore collaborando a Timid Elmer, un cortometraggio mai completato a cui collabora anche Carl Barks; dopo alcuni mesi Kelly passa - come animatore - a collaborare con Fred Moore e Ward Kimball. Partecipa alla realizzazione dei cortometraggi della serie di Topolino (Clock Cleaners del 1935 o The Nifty Nineties del 1941) e dei lungometraggi di Pinocchio (1940, la bottega di Geppetto), per cui realizzò una variante con Paperino protagonista, Fantasia, (1940, i cupidi e i cavalli volanti della Sinfonia Pastorale), Dumbo e Il drago recalcitrante, entrambi del 1941. Venne licenziato dalla Disney nel 1941 dopo aver preso parte a uno sciopero. In seguito dichiarerà:

### Anni quaranta - Periodo alla Dell Publishing
Kelly si trasferisce a New York dove viene assunto alla Dell Publishing, editore dei fumetti della Disney e di altri personaggi perlopiù derivati da cartoni animati e così, i suoi primi lavori - che appaiono alla fine del 1941 - hanno per protagonisti personaggi come Bugs Bunny, Porky Pig e altri personaggi della Warner Bros. Kelly aspira a lavorare su personaggi propri e crea quindi il piccolo cavernicolo Kandi e, per l'albo Animal Comics, l'alligatore Alberto e l'opossum Pogo della palude di Okefenokee; questi due - con altri - nel 1946 ottengono un proprio albo nella collana Four Color Comics e, successivamente, una propria serie a fumetti di undici numeri edita fra il 1949 e il 1954. Inoltre, sempre per la Western Kelly, sceneggia le serie Our Gang - ispirata al serial cinematografico Simpatiche canaglie - The Brownies, Mother Goose - le filastrocche di Mamma Oca a fumetti - Peter Wheat e Santa Claus Funnies. 
Il debutto sui fumetti Disney avviene con una storia sui gremlin, piccoli elfi guastatori di macchine belliche, resi celebri dallo scrittore britannico Roald Dahl nell'omonimo libro. Il lavoro viene pubblicato su Walt Disney's Comics and Stories n.34, del luglio 1943, per il quale realizzerà anche la copertina, e continuerà ad occuparsene fino al febbraio 1944. Nel marzo del 1944, sulla stessa testata, disegna una breve storia con Paperino e i Sette Nani, mentre nella metà del 1945 esce Four Color Comics n. 71 con I tre caballeros, adattamento a fumetti dell'omonimo lungometraggio. Nel 1946, sempre su Four Color Comics, sul n.92, esce l'adattamento di Pinocchio e, sullo stesso albo, Le meravigliose avventure di Donocchio. Nel 1948, infine, sempre con Paperino, esce la sua ultima storia Disney.
Nel 1948 Kelly viene assunto come direttore artistico al quotidiano New York Star per il quale, oltre a curarne la grafica, disegna vignette umoristiche a sfondo politico e, il 4 ottobre 1948, vi pubblica la striscia a fumetti Albert the Alligator dove compare il personaggio di Pogo, che si concluderà, almeno sullo Star, con la sua chiusura, avvenuta il 28 gennaio 1949. Kelly quindi propone la serie al New York Post e, il 16 maggio 1949, diffusa da Hall Syndicate, esordisce su vari quotidiani statunitensi.

### Anni cinquanta e sessanta
Kelly, quindi, ebbe l'idea di candidare ogni quattro anni Pogo alle elezioni come presidente, con tanto di tour promozionale nelle università e campagna elettorale e nasce lo slogan "I Go Pogo", che contribuì a far conquistare un posto importante all'arte del disegnatore della Pennsylvania nella cultura statunitense. Inoltre le raccolte delle strisce, edite da Simon & Schuster e rimontate sotto la cura dello stesso Kelly, riuscirono a vendere quasi 300 milioni di copie in tutto. A questo punto Kelly introdusse gradualmente elementi di satira politica, caratteristica distintiva della serie negli anni seguenti, realizzando anche le caricature animalesche di presidenti, ministri e governatori statunitensi come Joe McCarthy come la lince Simple J. Malarkey, Spiro Agnew come iena, John Edgar Hoover come bulldog e Fidel Castro come capra. A causa di ciò le polemiche non mancarono e nei momenti più difficili, quando la censura era più attenta, Kelly realizzava, per quei quotidiani che non volevano pubblicare le sue strisce troppo pungenti, strip sostitutive intitolate Bunny Rabbit, che altro non erano se non un invito a cercare, su altri giornali, la vera striscia di Pogo del giorno.
La popolarità della serie era destinata ad aumentare tanto che, nel 1969, con Chuck Jones, Kelly produsse per la televisione il mediometraggio The Pogo Special Birthday Special. È in questa occasione che Kelly conosce Selby, che lavorava allo Studio Disney nello stesso periodo di Walt, senza però mai incontrarlo, e che sarebbe successivamente divenuta la sua terza moglie.

### Anni settanta
Nel 1971 Kelly ebbe un infarto e le sue condizioni di salute, che peggiorarono a causa del diabete, non gli consentirono di continuare il suo lavoro sulle strisce quotidiane: le avventure di Pogo continuarono però ad essere pubblicate a cura del figlio, Stephen e della terza moglie Selby. Walter Kelly muore a Hollywood, in California, il 18 ottobre 1973 e la sua scomparsa viene commemorata in una vignetta pubblicata in occasione del Natale di quello stesso anno in cui alcuni personaggi della palude di Okefenokee ricordano il loro creatore:
(I personaggi della palude di Okefenokee)
L'ultima striscia delle avventure di Pogo venne pubblicata nel luglio del 1975.